# Mondicourt
Mondicourt és un municipi francès situat al departament del Pas de Calais i a la regió dels Alts de França. L'any 2007 tenia 658 habitants.

## Demografia

### Població
El 2007 la població de fet de Mondicourt era de 658 persones. Hi havia 244 famílies de les quals 52 eren unipersonals (16 homes vivint sols i 36 dones vivint soles), 60 parelles sense fills, 108 parelles amb fills i 24 famílies monoparentals amb fills.
La població ha evolucionat segons el següent gràfic:
Habitants censats

### Habitatges
El 2007 hi havia 255 habitatges, 246 eren l'habitatge principal de la família, 2 eren segones residències i 7 estaven desocupats. 244 eren cases i 11 eren apartaments. Dels 246 habitatges principals, 168 estaven ocupats pels seus propietaris, 75 estaven llogats i ocupats pels llogaters i 3 estaven cedits a títol gratuït; 8 tenien dues cambres, 19 en tenien tres, 67 en tenien quatre i 151 en tenien cinc o més. 177 habitatges disposaven pel capbaix d'una plaça de pàrquing. A 126 habitatges hi havia un automòbil i a 95 n'hi havia dos o més.

### Piràmide de població
La piràmide de població per edats i sexe el 2009 era:
| Homes | Edats   | Dones |
| ----- | ------- | ----- |
| 0     | 95 o +  | 0     |
| 0     | 90 a 94 | 0     |
| 4     | 85 a 89 | 4     |
| 4     | 80 a 84 | 8     |
| 8     | 75 a 79 | 4     |
| 8     | 70 a 74 | 8     |
| 16    | 65 a 69 | 28    |
| 12    | 60 a 64 | 20    |
| 4     | 55 a 59 | 0     |
| 20    | 50 a 54 | 24    |
| 8     | 45 a 49 | 8     |
| 20    | 40 a 44 | 12    |
| 36    | 35 a 39 | 20    |
| 36    | 30 a 34 | 36    |
| 16    | 25 a 29 | 24    |
| 8     | 20 a 24 | 20    |
| 24    | 15 a 19 | 28    |
| 28    | 10 a 14 | 36    |
| 40    | 5 a 9   | 40    |
| 16    | 0 a 4   | 36    |

## Economia
El 2007 la població en edat de treballar era de 425 persones, 292 eren actives i 133 eren inactives. De les 292 persones actives 252 estaven ocupades (150 homes i 102 dones) i 39 estaven aturades (15 homes i 24 dones). De les 133 persones inactives 49 estaven jubilades, 38 estaven estudiant i 46 estaven classificades com a «altres inactius».

### Ingressos
El 2009 a Mondicourt hi havia 243 unitats fiscals que integraven 654,5 persones, la mediana anual d'ingressos fiscals per persona era de 14.800 €.

### Activitats econòmiques
Dels 14 establiments que hi havia el 2007, 3 eren d'empreses de construcció, 4 d'empreses de comerç i reparació d'automòbils, 1 d'una empresa d'hostatgeria i restauració, 5 d'entitats de l'administració pública i 1 d'una empresa classificada com a «altres activitats de serveis».
Dels 4 establiments de servei als particulars que hi havia el 2009, 1 era un guixaire pintor, 1 fusteria, 1 electricista i 1 perruqueria.
L'any 2000 a Mondicourt hi havia 6 explotacions agrícoles.

## Equipaments sanitaris i escolars
El 2009 hi havia una escola elemental integrada dins d'un grup escolar amb les comunes properes formant una escola dispersa.

## Poblacions més properes
El següent diagrama mostra les poblacions més properes.